# Life 705
"Life 705" är en låt av det finska rockbandet The Rasmus (då kända som bara "Rasmus"). Låten kommer från debutalbumet Peep, som släpptes den 23 september 1996 genom Warner Music Finland. Trots att låten inte släpptes som singel är den ändå en av bandets viktigaste låtar eftersom numret 705 har en speciell betydelse för fansen (de tre siffrorna används ibland i slutet på deras användarnamn i  Internetforum m.m.).
Sångaren Lauri Ylönen har sagt i en intervju i Tyskland från 2003 att låten handlar om döden och att allt liv styrs efter nummer, där just 705 är ett av dem. 

## Version '99
Det finns en remixad version av låten, "Life 705 (Version '99)", som bandet först släppte som b-sida på singeln "Swimming with the Kids", 1999. Den släpptes även senare på samlingsalbumet Hellofacollection, 2001. Denna nya versionen var producerad av bandet själva och inspelad i Seawolf Studios, Helsingfors, 1999. Version 99 är 5 minuter och 36 sekunder lång.

## Banduppsättning
- Lauri Ylönen – sång
- Eero Heinonen – bas
- Pauli Rantasalmi – gitarr
- Janne Heiskanen – trummor